# Crassula micans
Crassula micans là một loài thực vật có hoa trong họ Crassulaceae. Loài này được Vahl ex Baill. miêu tả khoa học đầu tiên năm 1885.